# 斯维德鲁普 (单位)
斯维尔德鲁普(sverdrup)，是海洋学使用的流量计量单位，符号是Sv, 等于106 立方米每秒 (0.001 km3/s, 或约为264 百万美国加仑每秒). 这一计量单位使用海洋学家哈拉尔德·斯维德鲁普（Harald Sverdrup）的名字命名。几乎专门用于表示洋流的流量。注意它并不是国际单位制，并且它的符号与国际单位制中放射性吸收的生物等效当量希沃特相冲突.  
全世界由江河流入海洋的淡水的流量约为1 Sv. 
墨西哥湾暖流的流量逐渐增加，从佛罗里达洋流的30Sv到西经55°处的最大值150Sv，其携带的热量几乎相当于大气层所输送的热量。
西风漂流在德雷克海峡的流量为125 ± 11 Sv